# Civilizația sabeeană
Sabeenii au fost membrii ai unui popor de origine semitică din sudul Peninsulei Arabiei în vremurile preislamice, fondatori ai regatului Sabaʾ, gasit in Biblie si sub numele de Sheba.
Sabaʾ a fost un stat străvechi care a existat de la sfârșitul mileniului II î.Hr. până la sfârșitul secolului al III-lea d.Hr. în partea de sud a Peninsulei Arabice, în zona Yemenului modern.
Săpături din centrul Yemenului sugerează că civilizația sabeeană a luat nastere încă din secolele X-XII î.Hr.

## Primele mențiuni
Cea mai veche mențiune despre sabeeni a fost în analele asiriene de la sfârșitul secolului al VIII-lea și începutul secolului al VII-lea î.e.n.
Deși nu este sigur când exact sabeenii s-au stabilit prima dată în regiune, regatul lor este cunoscut din  inscripțiile cuneiforme din Mesopotamia, dar și din propriile lor inscripții sud-semite.

## Capitala si alte centre importante
Sir-wäh, la o zi la vest de Ma'rib, a fost la inceput capitala regatului. Clădirea sa principală a fost templul lui Almagah, zeul lunii.  Principalele sale ruine, numite acum al-Kharibah, adăpostesc un sat de o sută de oameni. Mai tarziu, in a doua perioada a regatului Sabeean, Ma'rib, a devenit capitala. În inscripțiile indigene Maʾrib este redat Mryb sau Mrb; ortografia modernă bazându-se pe o „corecție” nejustificată a scriitorilor arabi medievali. Orașul se afla într-o zonă anterior foarte cultivată, udată de marele Baraj Maʾrib, care controla fluxul din bazinul extins Wadi Dhana.
Două centre secundare au fost Ṣirwāh, pe un afluent al Wadi Dhana deasupra barajului, și Nashq (acum Al-Bayḍāʾ), la capătul vestic al Wadi al-Jawf. Cu toate acestea, chiar dinaintea erei noastre, regiunile muntoase, atât la nord, cât și la vest de Sanaa, au jucat un rol mult mai activ în afacerile sabeene, iar unii dintre conducători aparțineau clanurilor de munte. Primele secole au văzut, de asemenea, apariția orasului Sanaa ca centru guvernamental și reședință regală, aproape rivalizand cu statutul capitalei Maʾrib. Cu toate acestea, Maʾrib și-a păstrat prestigiul până în secolul al VI-lea d.Hr.

## Mukarrib
Mukarrib era titlul de preot-rege care stătea în fruntea statului. Acum, în general, se crede că înseamnă „unificator” (cu aluzie la procesul de extindere a influenței sabeenilor asupra comunităților învecinate).
Doi mukarribi sabeeni timpurii, Yatha'-amar și Kariba-il, sunt citati în analele regale asiriene ale lui Sargon al doilea și Sanherib, care se presupune ca au domnit la sfârșitul secolului al VIII-lea și începutul secolului al VII-lea. În perioada lor de glorie, regii din Saba și-au extins hegemonia asupra întregii Arabii de Sud, reducând vecinul lor, regatul minean, la o stare de vasalaj. 
O altă inscripție consemnează campaniile victorioase ale lui Kariba-il Watar (cca. 450 î.Hr.), care și-a asumat prima dată titlul „rege de pe Saba”.În a doua perioadă a regatului Sabeean (cca. 610-115 î.Hr.) domnitorul pare lipsit de caracterul său preotesc.
Mai târziu, titlul de mukarrib a dispărut, iar conducătorii s-au referit la ei înșiși și au fost denumiți de către supușii lor drept „rege din Sabaʾ”.

## Economia si agricultura
Sabaʾ era bogata în mirodenii și produse agricole și desfășura mult comerț prin caravane și pe mare. Strâmtoarea Bab el-Mandeb, care separă Arabia de Africa, a servit ca o rută comercială majoră de-a lungul existenței regatului. Sabeenii și abyssinienii (etiopienii) s-au bucurat de o implicare culturală și tehnologică semnificativă: multe inscripții și artefacte religioase sabeene au fost găsite în regiunea istorică Tigray, iar tehnicile de irigare folosite în Sabaʾ au fost folosite și în regiune. Multe dintre limbile vorbite astăzi în Cornul Africii, inclusiv amarica și tigrinya, continuă să folosească o scriere derivată din cea folosită de sabeeni.

## Limba Sabeeana
Sabaeana nu a fost folosită doar ca limbă scrisă de către poporul sabeean, ci și de alte națiuni, cum ar fi Himyarites, Syriwahites, Humlanites, Ghaymanites și Radmanites din vechiul Yemen. Face parte din subgrupul limbilor sud-arabe din grupul semitic al familiei de limbi afro-asiatice (Hamito-Semitic). Caracteristica distinctivă a limbii sabeene față de alte limbi arabe vechi de sud este utilizarea "h" pentru a marca a treia persoană ca prefix cauzal, în timp ce alte limbi au folosit markeri diferiți. Ca rezultat, sabeeana este adesea menționată ca „limba h”, în timp ce celelalte limbi sunt denumite „limbile s”.Sabeeana a fost scris folosind alfabetul sud-arabic, care este similar cu alfabetul ebraic sau arab, prin faptul că a marcat doar consoane. Timp de mulți ani, singurele texte descoperite în această scriere au fost inscripții în scrierea lui Musnad. Cu toate acestea, în 1973, au fost descoperite documente scrise cu litere mici și cursive, datând din a doua jumătate a secolului I d.Hr.

## Barajul din Mar'ib
Barajul Mar'ib, cunoscut și sub numele de Marele Baraj al lui Mar'ib, este o structură istorică care stă ca o dovadă a priceperii și ingeniozității ingineriei civilizatiei sabeene. Acesta a fost odată considerat una dintre cele mai mari isprăvi inginerești ale lumii antice și continuă să fascineze oamenii de știință și istoricii de astăzi.
Barajul a fost construit pe râul Wadi Dhana în valea Mar'ib, o zonă care era cunoscută pentru solul său fertil și abundența de apă.
Barajul a fost o componentă crucială a infrastructurii acestui regat, oferind irigare pentru culturi, apă potabilă pentru rezidenți și apă pentru utilizări industriale. A fost construit folosind pietre mari, lut și mortar și a fost conceput pentru a rezista inundațiilor puternice care au avut loc adesea în timpul sezonului ploios.

### Declinul
Barajul a rămas în uz timp de peste o mie de ani, dar până în secolul al VI-lea d.Hr., a căzut în paragină. Motivele declinului barajului nu sunt pe deplin clare, dar unii istorici speculează că activitatea seismică sau schimbările climatice ar fi putut juca un rol.
Oricare ar fi cauza, barajul Mar'ib s-a prăbușit în cele din urmă, provocând devastare pe scară largă. Pierderea alimentării cu apă a barajului a avut un impact profund asupra populației locale, iar regatul Saba' a scăzut rapid în putere și influență.
Barajul Mar'ib a rămas în ruine timp de secole, până când a fost redescoperit de exploratorii europeni în secolul al XIX-lea. Cu toate acestea, abia în anii 1980 s-au făcut eforturi serioase pentru a reda barajul la strălucirea de odinioară.
Astăzi, Barajul Mar'ib este din nou o structură funcțională, furnizând apă pentru irigare și alte utilizări în zona înconjurătoare. Proiectul de restaurare a fost o întreprindere masivă, care a necesitat cooperarea mai multor agenții guvernamentale și organizații private.

## Sfârșitul civilizației sabeene
Primele trei secole ale erei noastre au furnizat o documentare mai amplă decât orice altă perioadă, dar în timpul acelor secole sabeenii s-au confruntat cu o amenințare puternică din partea himyariților la sud de ei. Himyariții au reușit uneori să câștige supremația asupra sabeenilor, iar la sfârșitul secolului al III-lea i-au absorbit definitiv pe sabeeni în ținutul lor. În războaiele din secolul I încoace, regii (fie Sabeean sau Himyarit) erau sprijiniți atât de o armată națională (khamīs) sub propria lor comandă, cât și de contingente ridicate din comunitățile asociate conduse de un qayls, aparținând clanurilor aristocratice care conduceau fiecare comunitate asociată.